# Vyborgskaja storona
Vyborgskaja storona (russisk: Выборгская сторона, da.: Vyborgsiden) er en sovjetisk film fra 1939 af instrueret af Grigorij Kozintsev og Leonid Trauberg.
Filmen er den sidste i Maxim-trilogien (efter Junost Maksima (da.: Maxims ungdom) og Vozvrasjtjenie Maksima (da.: Maksims tilbagevenden))

## Medvirkende
- Boris Tjirkov - Maksim
- Valentina Kibardina - Natasja
- Mikhail Zjarov - Platon Vassiljevitj Dymba
- Natalja Uzjvij - Jevdokia Ivanovna Kozlova
- Jurij Tolubejev - Jegor Bugai